# カピーナ号
カピーナ号（カピーナごう）は、千葉市中央区と千葉県鴨川市を結ぶ高速バス路線である。
愛称は、鴨川の「カ」と千葉の特産であるピーナッツ（落花生）の「ピーナ」を掛け合わせた造語である。

## 運行会社
- 日東交通 （鴨川営業所）
- 京成バス千葉イースト（千葉南営業所）

## 運行経路
千葉駅 - 中央二丁目 - （千葉）県庁 - 蘇我駅 - 松ヶ丘十字路 - （松ヶ丘IC - 京葉道路 - 館山自動車道 - 姉崎袖ケ浦IC） - 天羽田杉浦 - 滝ケ沢団地 - （東京ドイツ村 - ）平岡小前 - 高谷 - 馬来田駅前 - 小櫃駅前 - 俵田 - 久留里駅前 - 久留里城三の丸跡 - 平山 - 松丘 - 亀山・藤林大橋 - 笹（亀山湖入口） - 君津ふるさと物産館 - （鴨川有料道路） - 福祉センター前 - 鴨川市役所入口 - 安房鴨川駅 - 鴨川シーワールド - 亀田病院

### 停車停留所
▼印 - 鴨川行は乗車のみ、千葉行は降車のみの扱い。
▲印 - 千葉行は乗車のみ、鴨川行は降車のみの扱い。
無印 - 乗降とも可能だが、無印どうしでの利用は不可。下記特記事項も参照のこと。
| 停車停留所名       | 停留所所在地 | 停留所所在地 |   | 備考                                              |
| ------------------ | ------------ | ------------ | - | ------------------------------------------------- |
| 千葉駅             | 千葉県       | 千葉市中央区 | ▼ | 21番乗り場発着 高速バスロケーションシステム設置   |
| 中央二丁目         | 千葉県       | 千葉市中央区 | ▼ |                                                   |
| （千葉）県庁       | 千葉県       | 千葉市中央区 | ▼ |                                                   |
| 蘇我駅             | 千葉県       | 千葉市中央区 | ▼ | 千葉地方検察庁南町分室前の専用停留所発着          |
| 松ヶ丘十字路       | 千葉県       | 千葉市中央区 | ▼ |                                                   |
| 天羽田杉浦         | 千葉県       | 市原市       |   |                                                   |
| 滝ヶ沢団地         | 千葉県       | 袖ケ浦市     |   |                                                   |
| 東京ドイツ村       | 千葉県       | 袖ケ浦市     |   | 一部の便は通過                                    |
| 平岡小前           | 千葉県       | 袖ケ浦市     |   |                                                   |
| 高谷               | 千葉県       | 袖ケ浦市     |   |                                                   |
| 馬来田駅前         | 千葉県       | 木更津市     |   |                                                   |
| 小櫃駅前           | 千葉県       | 君津市       |   |                                                   |
| 俵田               | 千葉県       | 君津市       |   |                                                   |
| 久留里駅前         | 千葉県       | 君津市       |   |                                                   |
| 久留里城三の丸跡   | 千葉県       | 君津市       |   |                                                   |
| 平山               | 千葉県       | 君津市       |   |                                                   |
| 松丘               | 千葉県       | 君津市       |   |                                                   |
| 亀山・藤林大橋     | 千葉県       | 君津市       |   | 久留里線・上総亀山駅徒歩5分                       |
| 笹（亀山湖入口）   | 千葉県       | 君津市       |   |                                                   |
| 君津ふるさと物産館 | 千葉県       | 君津市       |   |                                                   |
| 福祉センター前     | 千葉県       | 鴨川市       | ▲ |                                                   |
| 鴨川市役所入口     | 千葉県       | 鴨川市       | ▲ |                                                   |
| 安房鴨川駅         | 千葉県       | 鴨川市       | ▲ | 西口乗り場に停車 高速バスロケーションシステム設置 |
| 鴨川シーワールド   | 千葉県       | 鴨川市       | ▲ | 特定日は発着しない                                |
| 亀田病院           | 千葉県       | 鴨川市       | ▲ | 特定日は発着しない                                |

## 運行回数
1日9往復が運行されている。
鴨川方面
- 千葉駅⇒亀田病院（4便）、千葉駅⇒東京ドイツ村⇒亀田病院（5本）

千葉方面
- 亀田病院⇒千葉駅（3便）、亀田病院⇒東京ドイツ村⇒千葉駅（6便）

※特定日（ゴールデンウィーク、お盆、年末年始）は全便、安房鴨川駅発着となる。

## 車内設備
- 原則として全便、化粧室付きの4列シート車両で運行。

## 沿革
- 1999年（平成11年）2月1日 - 6往復にて運行を開始する。
- 1999年（平成11年）7月1日 - 「君津ふるさと物産館」・「平山」・「青葉の森スポーツプラザ」停留所を新設する。
- 2000年（平成12年）7月16日 - 亀田病院まで路線を延長する（平日・土曜の一部便のみ）。
- 2001年（平成13年）4月21日 - 東京ドイツ村への乗り入れを開始する（一部便のみ）。
- 2004年（平成16年）7月16日 - 9往復に増便する。
- 2006年（平成18年）7月21日 - 特別企画乗車券『南房総鴨川ぶらりパス』発売開始（詳細後述）。
- 2007年（平成19年）4月16日 - 「亀山・藤林大橋」停留所を新設する。同時に「上総経済センター」停留所を「久留里城三の丸跡」に改称する。
- 2011年（平成23年）7月1日 - 運行経路の見直しを実施する。併せて、全便が亀田病院へ毎日発着となる（年末年始など特定日を除く）。
- 2013年（平成25年）5月20日 - 経路内の大戸見トンネル（君津市）の点検に伴い、「俵田」 - 「笹」間を房総スカイラインへ迂回運行を実施（同年7月19日まで当該区間は運休）[2][3]。
- 2014年（平成26年）12月22日 - 特別企画乗車券『カピ早7』発売開始（詳細後述）[4]。
- 2015年（平成27年）12月23日 - 経路内の松丘トンネル（君津市）のモルタル崩落による通行止に伴い、「俵田」 - 「笹」間を房総スカイラインへ迂回運行を実施（翌年3月18日まで当該区間は運休）[5]。
- 2016年（平成28年）3月19日 - PASMOを導入[6]。
- 2020年（令和2年）10月1日 - 鴨川日東バスが日東交通に吸収合併されたことにより、共同運行会社が日東交通1社となった。

## 特記

### 乗車券
- 発行日より3日間有効の往復乗車券を鴨川日東バスの本社営業所で販売している。(鴨川 - 千葉間2,700円)
- 2006年（平成18年）7月21日から2007年（平成19年）7月20日まで、京成線1日乗車券とカピーナ号1往復分が付いた特別企画乗車券『南房総鴨川ぶらりパス』を発売していた。発売額は3,000円で、有効期限内は乗車当日に限って京成線は何回でも、カピーナ号運行路線内は往復1回利用できた。但し、京成線利用後（ぶらりパス裏面に利用日印字）でないとカピーナ号には乗車はできなかった。
- 2014年（平成24年）12月22日より、鴨川シーワールド入園券とカピーナ号1往復分が付いた特別企画乗車券『カピ早7』（カピばやセブン）が発売されている。発売額は大人4,800円・中学生3,900円・小人2,400円で、有効期間は発売日から7日間[4]。

### その他
- この路線は、千葉市内と君津市（天羽田杉浦 - 君津ふるさと物産館）・鴨川市（福祉センター前 - 亀田病院）を結ぶが、君津市域 - 鴨川市域（例：久留里駅から安房鴨川駅）のみの利用もできる。これは、経路の大部分を占める千葉県道24号千葉鴨川線沿いの君津市の旧上総町地域において、鴨川駅方面との鴨川日東バス（旧：日東交通）の路線バスがかつて運行されたものの、地域の過疎化やモータリゼーションで乗客数が減少し、運行本数が減少（2007年に全廃）した事が背景にあり、その代替路線として運用されている。